# Lekkoatletyka na Letnich Igrzyskach Olimpijskich 1920 – bieg na 3000 metrów drużynowo mężczyzn
Bieg na 3000 m drużynowo mężczyzn była jedną z konkurencji lekkoatletycznych na Letnich Igrzyskach Olimpijskich 1920. Zawody odbyły się w dniach 21-22 sierpnia. W zawodach uczestniczyło 31 zawodników z 6 państw.

## Wyniki
Każda ekipa składała się z pięciu zawodników. Wyniki trzech najlepszych stanowiły wynik drużyny. Medale olimpijskie otrzymali tylko trzej najlepsi zawodnicy z każdej ekipy.

### Półfinały
Półfinał 1
Wyniki drużynowe
| Miejsce | Ekipa           | Wynik | Wynik | Wynik | Wynik        | Kwal. |
| Miejsce | Ekipa           | 1     | 2     | 3     | Łączny wynik | Kwal. |
| ------- | --------------- | ----- | ----- | ----- | ------------ | ----- |
| 1       | Wielka Brytania | 2     | 4     | 5     | 11           | Q     |
| 2       | Szwecja         | 1     | 3     | 8     | 12           | Q     |
| 3       | Włochy          | 6     | 9     | 10    | 25           | Q     |
| 4       | Belgia          | 7     | 11    | 12    | 30           |       |

Wyniki indywidualne:
| Miejsce | Zawodnik              | Wynik |
| ------- | --------------------- | ----- |
| 1       | Sven Lundgren         | 1     |
| 2       | Duncan McPhee         | 2     |
| 3       | John Zander           | 3     |
| 4       | Joe Blewitt           | 4     |
| 5       | William Seagrove      | 5     |
| 6       | Ernesto Ambrosini     | 6     |
| 7       | Julien Van Campenhout | 7     |
| 8       | Eric Backman          | 8     |
| 9       | Augusto Maccario      | 9     |
| 10      | Carlo Speroni         | 10    |
| 11      | Edvin Wide            | —     |
| 12      | Percy Hodge           | —     |
| 13      | James Hatton          | —     |
| 14      | Claude Otterbeen      | 11    |
| 15      | Carlo Martinenghi     | —     |
| 16      | Lucien Bangels        | 12    |
| 17      | Josef Holsner         | —     |
| 18      | François Vyncke       | —     |
| 19      | Pierre Trullemans     | —     |
| 20      | Henri Smets           | —     |

Półfinał 2
Wynik drużynowy:
| Miejsce | Ekipa             | Wynik | Wynik | Wynik | Wynik        | Kwal. |
| Miejsce | Ekipa             | 1     | 2     | 3     | Łączny wynik | Kwal. |
| ------- | ----------------- | ----- | ----- | ----- | ------------ | ----- |
| 1       | Francja           | 1     | 2     | 4     | 7            | Q     |
| 2       | Stany Zjednoczone | 3     | 5     | 6     | 14           | Q     |

Wyniki indywidualne:
| Miejsce | Zawodnik         | Wynik |
| ------- | ---------------- | ----- |
| 1       | Edmond Brossard  | 1     |
| 2       | Armand Burtin    | 2     |
| 3       | Horace Brown     | 3     |
| 4       | Gaston Heuet     | 4     |
| 5       | Michael Devaney  | 5     |
| 6       | Ivan Dresser     | 6     |
| 7       | Lawrence Shields | —     |
| 8       | Arlie Schardt    | —     |
| 9       | Lucien Duquesne  | —     |
| 10      | René Vignaud     | —     |

### Finał
Wynik drużynowy:
| Place | Team              | Scores | Scores | Scores | Scores       |
| Place | Team              | 1      | 2      | 3      | Łączny wynik |
| ----- | ----------------- | ------ | ------ | ------ | ------------ |
| 1     | Stany Zjednoczone | 1      | 3      | 6      | 10           |
| 2     | Wielka Brytania   | 5      | 7      | 8      | 20           |
| 3     | Szwecja           | 2      | 10     | 12     | 24           |
| 4     | Francja           | 4      | 11     | 15     | 30           |
| 5     | Włochy            | 9      | 13     | 14     | 36           |

Wyniki indywidualne:
| Miejsce | Zawodnik          | Wynik |
| ------- | ----------------- | ----- |
| 1       | Horace Brown      | 1     |
| 2       | Eric Backman      | 2     |
| 3       | Arlie Schardt     | 3     |
| 4       | Armand Burtin     | 4     |
| 5       | Joe Blewitt       | 5     |
| 6       | Ivan Dresser      | 6     |
| 7       | Albert Hill       | 7     |
| 8       | Lawrence Shields  | —     |
| 9       | William Seagrove  | 8     |
| 10      | James Hatton      | —     |
| 11      | Ernesto Ambrosini | 9     |
| 12      | Michael Devaney   | —     |
| 13      | Sven Lundgren     | 10    |
| 14      | Gaston Heuet      | 11    |
| 15      | Edvin Wide        | 12    |
| 16      | Augusto Maccario  | 13    |
| 17      | Carlo Speroni     | 14    |
| 18      | Edmond Brossard   | 15    |
| 19      | Carlo Martinenghi | —     |
| 20      | Josef Holsner     | —     |
| 21      | Lucien Duquesne   | —     |
| —       | Duncan McPhee     | DNF   |
| —       | René Vignaud      | DNF   |